# Чжоу Шоужэнь, Стефан
Чжоу Шоужэнь (кит. 周守仁; род. 7 августа 1959, Гонконг) — китайский кардинал, иезуит. Епископ Гонконга с 17 мая 2021. Кардинал-священник с титулом церкви Сан-Джованни-Баттиста-де-Ла-Салле с 30 сентября 2023.

## Ранние годы, образование и монашество
Родился в Гонконге 7 августа 1959 года. Изучал психологию и философию в Университете Миннесоты, где получил степени бакалавра и магистра.
В 1984 году вступил в общество иезуитов (до 1986 года послушник). Учился в Миллтаунском институте теологии и философии в Дублине. После его окончания в 1988 году вернулся в Гонконг и до 1990 года преподавал в колледже Ва Ян (Wah Yan College).
С 1990 года изучал теологию в Семинарии Святого Духа в Гонконге.

## Священник
Епископ Гонконга Иоанн Батист У Чэнь Чжун 16 июля 1994 года рукоположил его в священники. В 1994—1995 гг. учился в Университете Лойолы в Чикаго, где получил степень магистра по организационному развитию (organizational development).
С 1996 по 2000 год служил в различных храмах. С 2000 по 2006 год учился в Гарвардском университете, защитил там докторскую диссертацию «Понимание моральной культуры в средних школах Гонконга: взаимосвязь между моральными нормами, моральной культурой, мотивацией академических достижений и эмпатией («Understanding Moral Culture in Hong Kong Secondary Schools: Relationships among Moral Norm, Moral Culture, Academic Achievement Motivation, and Empathy»).
Принял монашеский постриг 17 апреля 2007 года. До 2021 года служил супервайзером в колледжах Ва Ян и Гонконг Айленд. Также с 2007 года по 2014 год помощник профессора в Гонконгском университете и профессор психологии в Семинарии Святого Духа.
С 1 января 2018 года — провинциальный настоятель Китайской провинции Общества Иисуса.

## Епископ Гонконга
Назначен епископом Гонконга 17 мая 2017 года (должность была вакантной с 3 января 2019 года после смерти Михаила Ён Минчхёна). Рукоположён 4 декабря 2021 года.

## Кардинал
Папа Франциск назначил его кардиналом 30 сентября 2023 года.